# Segelfluggelände Hermuthausen

i7
i11
i13
Das Segelfluggelände Hermuthausen liegt im Ortsteil Hermuthausen der Stadt Ingelfingen im Hohenlohekreis in Baden-Württemberg, in der obersten Talmulde des Österbachs und etwa 7 km ostnordöstlich des Zentrums von Ingelfingen.

## Flugbetrieb
Das Segelfluggelände ist mit einer 930 m langen und 30 m breiten Start- und Landebahn aus Gras (Richtung 08/26) ausgestattet. Es besitzt eine Betriebszulassung für Segelflugzeuge, Motorsegler und Ultraleichtflugzeuge. Segelflugzeuge starten per Flugzeugschlepp oder Windenstart. Der Halter und Betreiber des Segelfluggeländes ist die Flugsportgruppe Kochertal e. V.

## Geschichte
Die Flugsportgruppe Kochertal e. V. entstand 1980 durch Zusammenschluss von zwei Luftsportvereinen. Das Segelfluggelände Hermuthausen wurde 1961 in Betrieb genommen.